# Azzurra Volley San Casciano 2018-2019
Questa voce raccoglie le informazioni riguardanti l'Azzurra Volley San Casciano nelle competizioni ufficiali della stagione 2018-2019.

## Stagione
Nella stagione 2018-19 l'Azzurra Volley San Casciano assume la denominazione sponsorizzata de Il Bisonte Firenze.
Partecipa per la quinta volta alla Serie A1; chiude la regular season di campionato al settimo posto in classifica, qualificandosi per i play-off scudetto, dove esce ai quarti di finale a seguito della sconfitta nella serie contro l'AGIL.
Grazie al settimo posto al termine del girone di andata di campionato, il San Casciano si qualifica per la Coppa Italia: viene eliminato ai quarti di finale dalla Savino Del Bene.

## Organigramma societario
Area direttiva
- Presidente: Elio Sità

Area tecnica
- Allenatore: Giovanni Caprara
- Allenatore in seconda: Marcello Cervellin
- Scout man: Lorenzo Librio

## Rosa
| N° | Nome                  | Ruolo | Data di nascita   | Nazionalità sportiva |
| -- | --------------------- | ----- | ----------------- | -------------------- |
| 1  | Indre Sorokaite       | O     | 2 luglio 1988     | Italia               |
| 2  | Sara Alberti          | C     | 3 gennaio 1993    | Italia               |
| 3  | Louisa Lippmann       | O     | 23 settembre 1994 | Germania             |
| 5  | Francesca Bonciani    | P     | 25 maggio 1992    | Italia               |
| 6  | Tijana Malešević      | S     | 18 marzo 1991     | Serbia               |
| 7  | Alice Degradi         | S     | 10 aprile 1996    | Italia               |
| 8  | Daly Santana          | S     | 19 febbraio 1995  | Porto Rico           |
| 9  | Nika Daalderop        | S     | 29 novembre 1998  | Paesi Bassi          |
| 10 | Beatrice Parrocchiale | L     | 26 dicembre 1995  | Italia               |
| 11 | Sonia Candi           | C     | 8 novembre 1993   | Italia               |
| 14 | Laura Dijkema         | P     | 18 febbraio 1990  | Paesi Bassi          |
| 15 | Mina Popović          | C     | 16 settembre 1994 | Serbia               |
| 17 | Maila Venturi         | L     | 23 ottobre 1996   | Italia               |

## Mercato
| Acquisti                               | Acquisti         | Acquisti         | Acquisti   |
| R.                                     | Nome             | da               | Modalità   |
| -------------------------------------- | ---------------- | ---------------- | ---------- |
| C                                      | Sonia Candi      | Pro Victoria     | definitivo |
| S                                      | Nika Daalderop   | MTV Stoccarda    | definitivo |
| S                                      | Alice Degradi    | SAB              | definitivo |
| O                                      | Louisa Lippmann  | Schweriner       | definitivo |
| C                                      | Mina Popović     | Bergamo          | definitivo |
| L                                      | Maila Venturi    | Zambelli Orvieto | definitivo |
| Trasferimenti nel corso della stagione |                  |                  |            |
| S                                      | Tijana Malešević | Stella Rossa     | definitivo |

| Cessioni | Cessioni          | Cessioni              | Cessioni   |
| R.       | Nome              | a                     | Modalità   |
| -------- | ----------------- | --------------------- | ---------- |
| S        | Chiara Di Iulio   | Filottrano            | definitivo |
| C        | Ivana Miloš       | HAOK Rijeka           | definitivo |
| C        | Chiaka Ogbogu     | Chemik Police         | definitivo |
| S        | Giulia Pietrelli  | Wealth Planet Perugia | definitivo |
| C        | Hannah Tapp       | Bergamo               | definitivo |
| S        | Valentina Tirozzi | Imoco                 | definitivo |

## Risultati

### Serie A1

#### Girone di andata
| 1ª giornata - 28 ottobre 2018 Nelson Mandela Forum, Firenze       | San Casciano      | 3 - 0 | Chieri '76    | 25-23, 27-25, 25-20               |
| 2ª giornata - 1º novembre 2018 PalaGeorge, Montichiari            | Millenium Brescia | 3 - 1 | San Casciano  | 26-24, 19-25, 25-14, 25-21        |
| 3ª giornata - 4 novembre 2018 Nelson Mandela Forum, Firenze       | San Casciano      | 1 - 3 | Casalmaggiore | 25-19, 19-25, 15-25, 21-25        |
| 4ª giornata - 11 novembre 2018 Palazzetto dello sport, Bergamo    | Bergamo           | 1 - 3 | San Casciano  | 26-24, 11-25, 19-25, 23-25        |
| 5ª giornata - 14 novembre 2018 Nelson Mandela Forum, Firenze      | San Casciano      | 3 - 2 | Pro Victoria  | 20-25, 24-26, 32-30, 25-15, 15-12 |
| 6ª giornata - 19 novembre 2018 PalaPiantanida, Busto Arsizio      | UYBA              | 3 - 2 | San Casciano  | 17-25, 16-25, 25-18, 25-20, 15-9  |
| 7ª giornata - 24 novembre 2018 Nelson Mandela Forum, Firenze      | San Casciano      | 0 - 3 | AGIL          | 20-25, 23-25, 19-25               |
| 8ª giornata - 2 dicembre 2018 PalaCastagnaretta, Cuneo            | Cuneo Granda      | 3 - 1 | San Casciano  | 25-19, 23-25, 25-21, 25-23        |
| 9ª giornata - 9 dicembre 2018 Centro Pavesi, Milano               | Club Italia       | 0 - 3 | San Casciano  | 21-25, 19-25, 24-26               |
| 10ª giornata - 15 dicembre 2018 Nelson Mandela Forum, Firenze     | San Casciano      | 1 - 3 | Imoco         | 21-25, 25-20, 21-25, 21-25        |
| 11ª giornata - 23 dicembre 2018 Palazzetto dello Sport, Scandicci | Savino Del Bene   | 3 - 2 | San Casciano  | 17-25, 17-25, 25-21, 25-12, 15-6  |
| 12ª giornata - 26 dicembre 2018 Nelson Mandela Forum, Firenze     | San Casciano      | 3 - 1 | Filottrano    | 25-22, 25-15, 24-26, 25-21        |

#### Girone di ritorno
| 1ª giornata - 6 gennaio 2019 Nelson Mandela Forum, Firenze     | Chieri '76    | 1 - 3 | San Casciano      | 25-23, 29-31, 25-27, 20-25        |
| 2ª giornata - 9 gennaio 2019 PalaGeorge, Montichiari           | San Casciano  | 3 - 0 | Millenium Brescia | 25-23, 25-21, 27-25               |
| 3ª giornata - 12 gennaio 2019 Nelson Mandela Forum, Firenze    | Casalmaggiore | 3 - 2 | San Casciano      | 25-21, 25-19, 21-25, 16-25, 15-13 |
| 4ª giornata - 27 gennaio 2019 Palazzetto dello sport, Bergamo  | San Casciano  | 3 - 2 | Bergamo           | 25-21, 25-18, 22-25, 24-26, 15-12 |
| 5ª giornata - 31 gennaio 2019 Nelson Mandela Forum, Firenze    | Pro Victoria  | 3 - 2 | San Casciano      | 19-25, 19-25, 28-26, 25-13, 16-14 |
| 6ª giornata - 10 febbraio 2019 PalaPiantanida, Busto Arsizio   | San Casciano  | 3 - 1 | UYBA              | 26-24, 25-19, 18-25, 25-12        |
| 7ª giornata - 16 febbraio 2019 Nelson Mandela Forum, Firenze   | AGIL          | 3 - 0 | San Casciano      | 25-19, 26-24, 25-19               |
| 8ª giornata - 24 febbraio 2019 PalaCastagnaretta, Cuneo        | San Casciano  | 3 - 0 | Cuneo Granda      | 25-21, 25-23, 25-22               |
| 9ª giornata - 5 marzo 2019 Centro Pavesi, Milano               | San Casciano  | 3 - 0 | Club Italia       | 25-14, 25-21, 25-17               |
| 10ª giornata - 9 marzo 2019 Nelson Mandela Forum, Firenze      | Imoco         | 3 - 2 | San Casciano      | 25-16, 24-26, 25-20, 19-25, 15-8  |
| 11ª giornata - 16 marzo 2019 Palazzetto dello Sport, Scandicci | San Casciano  | 0 - 3 | Savino Del Bene   | 16-25, 22-25, 15-25               |
| 12ª giornata - 24 marzo 2019 Nelson Mandela Forum, Firenze     | Filottrano    | 1 - 3 | San Casciano      | 26-24, 21-25, 19-25, 21-25        |

#### Play-off scudetto
| Quarti di finale (gara 1) - 7 aprile 2019 PalaMensSana, Siena    | San Casciano | 3 - 0 | AGIL         | 25-20, 25-22, 25-17               |
| Quarti di finale (gara 2) - 13 aprile 2019 PalaTerdoppio, Novara | AGIL         | 3 - 1 | San Casciano | 27-25, 25-14, 21-25, 25-23        |
| Quarti di finale (gara 3) - 15 aprile 2019 PalaTerdoppio, Novara | AGIL         | 3 - 2 | San Casciano | 25-22, 25-22, 21-25, 12-25, 17-15 |

### Coppa Italia
| Quarti di finale (andata) - 16 gennaio 2019 Nelson Mandela Forum, Firenze      | San Casciano    | 1 - 3 | Savino Del Bene | 18-25, 25-18, 16-25, 22-25        |
| Quarti di finale (ritorno) - 19 gennaio 2019 Palazzetto dello Sport, Scandicci | Savino Del Bene | 2 - 3 | San Casciano    | 25-22, 25-20, 20-25, 20-25, 18-20 |

## Statistiche

### Statistiche di squadra
| Competizione | Punti | In casa | In casa | In casa | In trasferta | In trasferta | In trasferta | Totale | Totale | Totale |
| Competizione | Punti | G       | V       | P       | G            | V            | P            | G      | V      | P      |
| ------------ | ----- | ------- | ------- | ------- | ------------ | ------------ | ------------ | ------ | ------ | ------ |
| Serie A1     | 39    | 13      | 9       | 4       | 14           | 4            | 10           | 27     | 13     | 14     |
| Coppa Italia | -     | 1       | 0       | 1       | 1            | 1            | 0            | 2      | 1      | 1      |
| Totale       | -     | 14      | 9       | 5       | 15           | 5            | 10           | 29     | 14     | 15     |

G = partite giocate; V = partite vinte; P = partite perse

### Statistiche dei giocatori
| Giocatore       | Serie A1 | Serie A1 | Serie A1 | Serie A1 | Serie A1 | Coppa Italia | Coppa Italia | Coppa Italia | Coppa Italia | Coppa Italia | Totale | Totale | Totale | Totale | Totale |
| Giocatore       | P        | PT       | AV       | MV       | BV       | P            | PT           | AV           | MV           | BV           | P      | PT     | AV     | MV     | BV     |
| --------------- | -------- | -------- | -------- | -------- | -------- | ------------ | ------------ | ------------ | ------------ | ------------ | ------ | ------ | ------ | ------ | ------ |
| S. Alberti      | 26       | 205      | 133      | 63       | 9        | 2            | 12           | 9            | 3            | 0            | 28     | 217    | 142    | 66     | 9      |
| F. Bonciani     | 21       | 1        | 0        | 0        | 1        | 2            | 2            | 0            | 1            | 1            | 23     | 3      | 0      | 1      | 2      |
| S. Candi        | 24       | 54       | 33       | 17       | 4        | 2            | 12           | 8            | 2            | 2            | 26     | 66     | 41     | 19     | 6      |
| N. Daalderop    | 23       | 230      | 207      | 14       | 9        | 2            | 32           | 32           | 0            | 0            | 25     | 262    | 239    | 14     | 9      |
| A. Degradi      | 27       | 162      | 130      | 12       | 20       | 2            | 25           | 21           | 2            | 2            | 29     | 187    | 151    | 14     | 22     |
| L. Dijkema      | 27       | 60       | 45       | 9        | 6        | 2            | 2            | 2            | 0            | 0            | 29     | 62     | 47     | 9      | 6      |
| L. Lippmann     | 27       | 454      | 410      | 27       | 17       | 2            | 20           | 18           | 2            | 0            | 29     | 474    | 428    | 29     | 17     |
| T. Malešević    | 6        | 0        | 0        | 0        | 0        | 0            | 0            | 0            | 0            | 0            | 6      | 0      | 0      | 0      | 0      |
| B. Parrocchiale | 27       | 0        | 0        | 0        | 0        | 2            | 0            | 0            | 0            | 0            | 29     | 0      | 0      | 0      | 0      |
| M. Popović      | 25       | 183      | 126      | 54       | 3        | 2            | 16           | 11           | 5            | 0            | 27     | 199    | 137    | 59     | 3      |
| D. Santana      | 10       | 87       | 83       | 4        | 0        | 0            | 0            | 0            | 0            | 0            | 10     | 87     | 83     | 4      | 0      |
| I. Sorokaite    | 27       | 319      | 265      | 31       | 23       | 2            | 36           | 34           | 1            | 1            | 29     | 355    | 299    | 32     | 24     |
| M. Venturi      | 9        | 0        | 0        | 0        | 0        | 2            | 0            | 0            | 0            | 0            | 11     | 0      | 0      | 0      | 0      |

P = presenze; PT = punti totali; AV = attacchi vincenti; MV = muri vincenti; BV = battute vincenti